# Cocosati
I Cocosati erano un popolo celtico dell'Aquitania, stanziato nel territorio ad ovest del dipartimento delle Landes.
Il soprannome di Cocosates sexsignani (Cocosati dai sette stendardi) indicava che essi federavano sei tribù.
Confinavano con i Tarbelli di Dax a sud e i Boiati del pays de Buch (Arcachon) al nord; li si colloca generalmente in Brassenx e nel pays de Born. Alcuni autori li collocano nell'Adour in Maremne e Marensin.
Il loro nome, che evoca il basco kokots (mento), sembra basato su un raddoppio della radice aquitana *koiz (guascone coç)  'poggio', 'collinetta', che si ritrova anche in Cossium, capitale dei Vasati.